# Dammbruch von Bento Rodrigues
Koordinaten: 20° 13′ 53,5″ S, 43° 26′ 33,5″ W

Vergleichende animierte Satellitenbilder, die Region vor und nach dem Samarco-Dammbruch

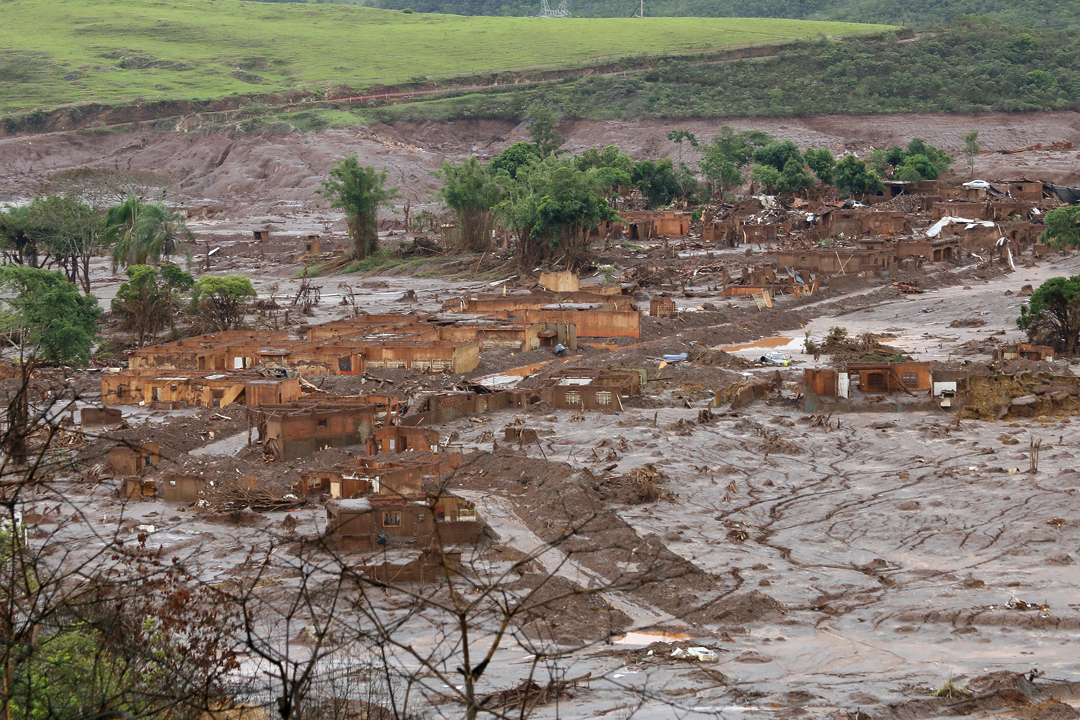
Das Dorf Bento Rodrigues, ein 600-Seelen-Ort etwa 250 Kilometer nördlich von Rio de Janeiro, wurde nach dem Samarco-Dammbruch komplett überflutet

Der Dammbruch von Bento Rodrigues, auch als Tragödie von Mariana bezeichnet, ereignete sich am 5. November 2015 in einem Stadtteil der Stadt Mariana im Bundesstaat Minas Gerais in Brasilien, als die Dämme der Bergwerkdeponiebecken Fundão des Minenbetreibers Samarco, der Bergbaukonzernen Vale und BHP Billiton brachen. Durch den Dammbruch wurden 19 Menschen getötet und mindestens 32 Millionen Kubikmeter mit Eisenerz-Rückständen versetzter Rotschlamm brachen aus der Eisenerz-Mine und der Tsunami zerstörte mehrere Dörfer. Der giftige Bergwerksschlamm, verseuchte die Flüsse Rio Gualaxo do Norte, Rio do Carmo, Rio Doce und die Küsten von Espírito Santo und Bahia am Atlantischen Ozean. Der Dammbruch von Bento Rodrigues gilt als das größte sozio-ökologische Verbrechen in der Geschichte Brasiliens, mehr als 2,5 Millionen Menschen in drei Bundesstaaten waren betroffen. Die Lebensgrundlage des Volkes der Krenak wurde zerstört.

## Verlauf
Als zwei Dämme eines Absetzbeckens eines Eisenerztagebaus brachen, ergoss sich ein Schlammstrom in das darunter gelegene Tal. Der Strom durchbrach den darunterliegenden Santarem-Damm und eine 20 Meter hohe giftige Schlammlawine begrub das 600-Seelen-Dorf Bento Rodrigues binnen weniger Minuten unter sich. Die Schlammwelle machte auch das Dorf Paracatu de Baixo dem Erdboden gleich. Insgesamt waren sechs Dörfer von den Folgen des Dammbruchs betroffen. Zahlreiche Menschen galten als verschollen unter der Giftschlammwelle.
Durch das betroffene Gebiet fließen die Flüsse Rio Gualaxo do Norte und Rio do Carmo, die zum Einzugsbereich des Rio Doce gehören. Die Giftschlammwelle schob sich in den Fluss, der in der Folge auf einer Länge von 666 Kilometern verseucht wurde. Am 22. November erreichte der Schlamm die Mündung des Rio Doce. Der Rio Doce (dt. Süßer Fluss), der in der Sprache des Volkes der Krenak Watú Nék genannt wird und als heiliger Vorfahr verehrt wird, bildete deren Lebensgrundlage und versorgte sie mit allem was sie körperlich, kulturell und spirituell brauchten. Auch das Küstenökosystem am Atlantischen Ozean wurde verseucht; drei Meeresschutzgebiete – Comboios, Costa das Algas und Santa Cruz – gelten als bedroht.

## Hintergründe

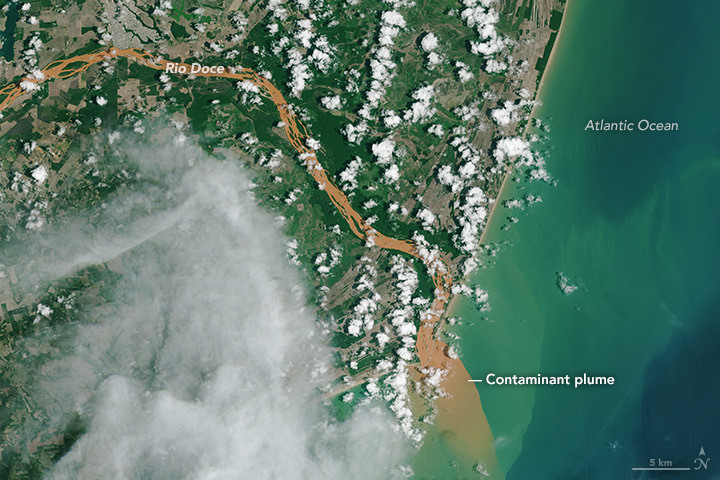
Kontaminiertes Wasser fließt in den Atlantik

Der Besitzer des Bergwerks ist das brasilianische Bergbauunternehmen Samarco Mineração, ein Joint Venture zwischen dem brasilianischen Bergbaukonzern Vale und dem britisch-australischen Rohstoffunternehmen BHP Billiton, die jeweils 50 Prozent der Aktien halten. Samarco wies alle erhobenen Vorwürfe von sich und erklärte, dass ein leichtes Erdbeben die Dammbrüche ausgelöst hätte. Das Unternehmen gab außerdem an, dass der Schlamm nicht giftig sei und keine Gefahr für die Gesundheit der Menschen bestehe. Ein Bericht der UN widersprach dem und wiies auf hohe Mengen von toxischen Schwermetallen und anderen Chemikalien im Schlamm hin.

## Auswirkungen
Mehr als 500 Menschen verloren durch den Schlammstrom ihre Häuser und mehrere hunderttausend wurden von der Trinkwasserversorgung abgeschnitten. Laut Erhebung der US-amerikanischen Beraterfirma Bowker Associates stellt die Katastrophe von Mariana einen Dreifach-Negativ-Rekord in der Geschichte des Bergbaus dar:
1. Die Menge an ausgetretenem Schlamm: 32 bis 62 Millionen Kubikmeter
2. Die Größe des betroffenen Gebiets: 680 Kilometer Flusslauf
3. Die Schadenshöhe: 5 bis 55 Milliarden USD

Untersuchungen des Flusswassers lieferten anfangs widersprüchliche Ergebnisse bzgl. der Belastung mit Giftstoffen. Teilweise wiesen sie erhöhte Werte von Arsen, Aluminium, Blei, Kupfer und Quecksilber nach. Ob diese Stoffe aus dem Schlamm des Rückhaltebeckens stammen, war unklar. Spätere Analysen der UN gehen jedoch davon aus.
Der Samarco-Dammbruch töte 19 Menschen, unzählige weitere erlitten Schädigungen. Krankheiten wie Hautreizungen, Asthma und psychische Krankheiten durch den getrockneten Staub, der sich über die Luft verbreitete, häuften sich in den Jahren nach dem Dammbruch. Die Betroffenen und Opfer warteten mehr als 9 Jahren auf eine Entschädigung.
Es soll mindestens 100 Jahre dauern, bis die Rückstände der Giftstoffe langsam verschwinden.
Brasilien unterband den Tagebau nach der Tragödie von Mariana. Proteste der Anwohner verhinderten bisher eine Wiederinbetriebnahme. Die Katastrophe führte zum Verlust von fast 11 Milliarden USD Marktwert der Aktie von BHP am 9. November 2015.

## Gerichtlichte Aufarbeitung
Samarco Mineração wurde verpflichtet, für erste Notfallmaßnahmen Entschädigungszahlungen von umgerechnet 250 Millionen Euro zu leisten.
Der brasilianische Staat verklagte die beteiligten Unternehmen Vale und BHP Billiton am 30. November 2015 zunächst auf umgerechnet 4,9 Milliarden Euro zur Deckung von Säuberungs- und Wiederaufbau-Arbeiten. In einem ersten Verfahren sagte Samarco Anfang Mai 2016 zu, Entschädigungen in einer Gesamthöhe von rund 24 Milliarden Reais (etwa 6 Mrd. Euro zum Tageskurs) zu zahlen.
Im Januar 2024 verurteilte ein Bundesrichter die Bergbauunternehmen BHP, Vale und ihr Eisenerz-Joint-Venture Samarco zur Zahlung von 47,6 Mrd. Reais (8,93 Milliarden Euro) für immaterielle Schäden wegen des Samarco-Dammbruch im Jahr 2015.
Im Oktober 2024 unterzeichnete die Regierung mit dem Minenbetreiber Samarco sowie den Mutterkonzernen eine neue Vereinbarung mit der Zahlung von 132 Milliarden Reais (etwa 21 Milliarden Euro).

## Dammbruch von Brumadinho und weitere gefährdete Rückhaltebecken
Am 25. Januar 2019 brach wiederum ein Damm eines Absetzbeckens einer weiteren Vale-Eisenerzmine im selben Bundesstaat: Dammbruch von Brumadinho. 13 Millionen Kubikmeter giftigen Bergbauschlamms ergossen sich in die Umgebung, mindestens 270 Menschen kamen ums Leben. Der Dammbruch führte zu einer weiteren Naturkatastrophe in der Region. 
Im April 2020 ließ die brasilianische Regierung laut der Gewerkschaft IndustriAll 47 bruchgefährdete Rückhaltebecken in Brasilien schließen, von denen mehr als die Hälfte zu Vale gehören. 37 der Rückhaltebecken befinden sich in Minas Gerais.